# Bardistus cibarius
Bardistus cibarius là một loài bọ cánh cứng trong họ Cerambycidae.